# Línea 32 (Dbus)
La línea 32 de Dbus conecta el centro de la ciudad con Amara y Etxadi por las calles Catalina Eleicegui y Alto de Errondo de Ayete. Es la línea gemela de la línea 23, que realiza las mencionadas calles en sentido contrario.
Por la noche, la línea B9 cubre su recorrido, junto con el de las líneas 21 y 23.

## Paradas

### Hacia Alto de Errondo 27
- Urbieta 6 19 21 23 26 28 31 36 46
- Urbieta 38 19 23 31 46
- Centenario 17 23 24 26 46
- Pío XII 17 21 23 24 26 27 28 37 43 46
- Katalina Eleizegi 2 23 46
- Katalina Eleizegi 34 23
- Katalina Eleizegi 48 23
- Merkezabal 13
- Etxadi Parkea II 19 23 31 35 45
- Alto de Errondo 107 23
- Alto de Errondo 91
- Alto de Errondo 55 23
- Alto de Errondo 27 23

### Hacia Urbieta 6
- Alto de Errondo 27 23
- Errondo-Barkaiztegi 23 43
- Collado 21 23 24 27
- Sancho el Sabio 35 17 21 23 24 26 28 27 37 43 46
- Sancho el Sabio 11 21 23 28
- Easo Plaza 21 23 26 28 37
- Easo 9 5 16 18 23 25 33 36 37 40 45
- Urbieta 6 19 21 26 28 31 32 36 46